# Biegi narciarskie na Mistrzostwach Świata w Narciarstwie Klasycznym 2003
Zawody w biegach narciarskich na XXXI Mistrzostwach świata w narciarstwie klasycznym odbyły się w dniach 19 lutego – 1 marca 2003 we włoskim Predazzo. Po raz ostatni rozegrano tu biegi na średnich dystansach: 30 km mężczyzn i 15 km kobiet, po raz ostatni też bieg łączone odbytły się na dystansach 10 km dla kobiet i 20 km dla mężczyzn. W klasyfikacji medalowej zwyciężyła reprezentacja Norwegii, której zawodnicy zdobyli również najwięcej medali, 14, w tym 5 złotych 4 srebrne i 5 brązowych.

## Zestawienie medalistów
| Konkurencja            | Data           | Złoto                                                                       | Czas      | Srebro                                                                                | Czas      | Brąz                                                                           | Czas      |
| Bieg na 15 km kobiet   | 18 lutego 2003 | Bente Skari                                                                 | 39:40,9   | Kristina Šmigun                                                                       | 39:53,7   | Olga Zawjałowa                                                                 | 40:36,7   |
| Bieg na 30 km mężczyzn | 19 lutego 2003 | Thomas Alsgaard                                                             | 1:12:29,3 | Anders Aukland                                                                        | 1:12:29,9 | Frode Estil                                                                    | 1:12:30,4 |
| Bieg na 10 km kobiet   | 20 lutego 2003 | Bente Skari                                                                 | 25:47,0   | Kristina Šmigun                                                                       | 26:08,0   | Hilde Gjermundshaug Pedersen                                                   | 26:16,7   |
| Bieg na 15 km mężczyzn | 21 lutego 2003 | Axel Teichmann                                                              | 35:47,5   | Jaak Mae                                                                              | 35:54,4   | Frode Estil                                                                    | 35:56,0   |
| Bieg łączony kobiet    | 22 lutego 2003 | Kristina Šmigun                                                             | 26:38,4   | Evi Sachenbacher                                                                      | 26:39,0   | Olga Zawjałowa                                                                 | 26:39,0   |
| Bieg łączony mężczyzn  | 23 lutego 2003 | Per Elofsson                                                                | 47:42,3   | Tore Ruud Hofstad                                                                     | 47:42,6   | Jörgen Brink                                                                   | 47:42,7   |
| Sztafeta kobiet        | 24 lutego 2003 | Niemcy Manuela Henkel · Viola Bauer · Claudia Künzel · Evi Sachenbacher     | 50:54,7   | Norwegia Anita Moen · Marit Bjørgen · Hilde Gjermundshaug Pedersen · Vibeke Skofterud | 51:26,3   | Rosja Natalja Korostielowa · Olga Zawjałowa · Jelena Buruchina · Nina Gawriluk | 52:06,3   |
| Sztafeta mężczyzn      | 25 lutego 2003 | Norwegia Anders Aukland · Frode Estil · Tore Ruud Hofstad · Thomas Alsgaard | 1:31:56,4 | Niemcy Jens Filbrich · Andreas Schlütter · René Sommerfeldt · Axel Teichmann          | 1:31:56,6 | Szwecja Anders Södergren · Mathias Fredriksson · Per Elofsson · Jörgen Brink   | 1:32:12,8 |
| Sprint mężczyzn        | 26 lutego 2003 | Thobias Fredriksson                                                         | 3:12,1    | Håvard Bjerkeli                                                                       | 3:12,9    | Tor Arne Hetland                                                               | 3:13,5    |
| Sprint kobiet          | 26 lutego 2003 | Marit Bjørgen                                                               | 3:28,8    | Claudia Künzel                                                                        | 3:29,9    | Hilde Gjermundshaug Pedersen                                                   | 3:30,6    |
| Bieg na 30 km kobiet   | 28 lutego 2003 | Olga Zawjałowa                                                              | 1:14:29,8 | Jelena Buruchina                                                                      | 1:14:45,1 | Kristina Šmigun                                                                | 1:14:56,7 |
| Bieg na 50 km mężczyzn | 1 marca 2003   | Martin Koukal                                                               | 1:54:25,3 | Anders Södergren                                                                      | 1:54:40,3 | Jörgen Brink                                                                   | 1:55:09,0 |

## Wyniki zawodów

### Mężczyźni

#### Sprint techniką dowolną
- Data 26 lutego 2003

| złoto  | Thobias Fredriksson  | Szwecja  | Finał A |
| srebro | Håvard Bjerkeli      | Norwegia | Finał A |
| brąz   | Tor Arne Hetland     | Norwegia | Finał A |
| 4      | Tobias Angerer       | Niemcy   | Finał A |
| 5      | Martin Koukal        | Czechy   | Finał B |
| 6      | Freddy Schwienbacher | Włochy   | Finał B |
| 7      | Wasilij Roczew       | Rosja    | Finał B |
| 8      | Cristian Zorzi       | Włochy   | Finał B |
| ...    |                      |          |         |
| 21     | Janusz Krężelok      | Polska   |         |
| 36     | Maciej Kreczmer      | Polska   |         |

#### 15 km techniką klasyczną
- Data 21 lutego 2003

| złoto  | Axel Teichmann      | Niemcy            | 35:47,5 |
| srebro | Jaak Mae            | Estonia           | 35:54,4 |
| brąz   | Frode Estil         | Norwegia          | 35:56,0 |
| 4      | Kris Freeman        | Stany Zjednoczone | 35:58,1 |
| 5      | Andreas Schlütter   | Niemcy            | 36:00,4 |
| 6      | Ivan Bátory         | Słowacja          | 36:05,1 |
| 7      | Mathias Fredriksson | Szwecja           | 36:08,9 |
| 8      | Andrus Veerpalu     | Estonia           | 36:10,6 |
| 9      | Witalij Dienisow    | Rosja             | 36:13,2 |
| 10     | Odd-Bjørn Hjelmeset | Norwegia          | 36:14,2 |
| ...    |                     |                   |         |
| 59     | Janusz Krężelok     | Polska            | 39:24,9 |
| 61     | Maciej Kreczmer     | Polska            | 39:53,0 |

#### Bieg łączony 2 × 10 km
- Data 23 lutego 2003

| Medal  | Zawodnik              | Narodowość    | Wynik   |
| ------ | --------------------- | ------------- | ------- |
| złoto  | Per Elofsson          | Szwecja       | 47:42,3 |
| srebro | Tore Ruud Hofstad     | Norwegia      | 47:42,6 |
| brąz   | Jörgen Brink          | Szwecja       | 47:42,7 |
| 4      | Markus Hasler         | Liechtenstein | 47:42,8 |
| 5      | Axel Teichmann        | Niemcy        | 47:42,9 |
| 6      | Martin Koukal         | Czechy        | 47:43,2 |
| 7      | Mathias Fredriksson   | Szwecja       | 47:43,8 |
| 8      | Freddy Schwienbacher  | Włochy        | 47:45,3 |
| 9      | Pietro Piller Cottrer | Włochy        | 47:46,4 |
| 10     | Jaak Mae              | Estonia       | 47:46,9 |

#### 30 km techniką klasyczną
- Data 19 lutego 2003

| Medal  | Zawodnik            | Narodowość | Wynik     |
| ------ | ------------------- | ---------- | --------- |
| złoto  | Thomas Alsgaard     | Norwegia   | 1:12:29,3 |
| srebro | Anders Aukland      | Norwegia   | 1:12:29,9 |
| brąz   | Frode Estil         | Norwegia   | 1:12:30,4 |
| 4      | Andrus Veerpalu     | Estonia    | 1:12:31,2 |
| 5      | Andreas Schlütter   | Niemcy     | 1:12:32,1 |
| 6      | Jens Filbrich       | Niemcy     | 1:12:34,8 |
| 7      | Jörgen Brink        | Szwecja    | 1:12:38,7 |
| 8      | Odd-Bjørn Hjelmeset | Norwegia   | 1:12:39,5 |
| 9      | Mathias Fredriksson | Szwecja    | 1:12:40,6 |
| 10     | Reto Burgermeister  | Szwajcaria | 1:12:42,0 |

#### 50 km techniką dowolną
- Data 1 marca 2003

| Medal  | Zawodnik            | Narodowość        | Wynik     |
| ------ | ------------------- | ----------------- | --------- |
| złoto  | Martin Koukal       | Czechy            | 1:54:25,3 |
| srebro | Anders Södergren    | Szwecja           | 1:54:40,3 |
| brąz   | Jörgen Brink        | Szwecja           | 1:55:09,0 |
| 4      | Mathias Fredriksson | Szwecja           | 1:55:25,2 |
| 5      | Carl Swenson        | Stany Zjednoczone | 1:55:49,2 |
| 6      | Vincent Vittoz      | Francja           | 1:55:59,9 |
| 7      | Markus Hasler       | Liechtenstein     | 1:56:10,2 |
| 8      | Teemu Kattilakoski  | Finlandia         | 1:56:20,6 |
| 9      | Hiroyuki Imai       | Japonia           | 1:56:33,5 |
| 10     | Christian Hoffmann  | Austria           | 1:56:43,0 |

#### Sztafeta 4 × 10 km
- Data 25 lutego 2003

| Medal  | Zawodnik                                                           | Narodowość | Wynik     |
| ------ | ------------------------------------------------------------------ | ---------- | --------- |
| złoto  | Anders Aukland Frode Estil Tore Ruud Hofstad Thomas Alsgaard       | Norwegia   | 1:31:56,4 |
| srebro | Jens Filbrich Andreas Schlütter René Sommerfeldt Axel Teichmann    | Niemcy     | 1:31:56,6 |
| brąz   | Anders Södergren Mathias Fredriksson Per Elofsson Jörgen Brink     | Szwecja    | 1:32:12,8 |
| 4      | Wasilij Roczew Witalij Dienisow Siergiej Nowikow Andriej Nutrichin | Rosja      | 1:32:21,5 |
| 5      | Reto Burgermeister Beat Koch Gion-Andrea Bundi Patrik Mächler      | Szwajcaria | 1:33:16,9 |
| 6      | Timo Toppari Kuisma Taipale Teemu Kattilakoski Sami Repo           | Finlandia  | 1:33:36,2 |
| 7      | Lukáš Bauer Jiří Magál Petr Michl Martin Koukal                    | Czechy     | 1:33:37,8 |
| 8      | Aivar Rehemaa Andrus Veerpalu Jaak Mae Indrek Tobreluts            | Estonia    | 1:33:44,9 |
| 9      | Katsuhito Ebisawa Hiroyuki Imai Mitsuo Horigome Masaaki Kozu       | Japonia    | 1:33:58,2 |
| 10     | Fabio Maj Fulvio Valbusa Pietro Piller Cottrer Cristian Zorzi      | Włochy     | 1:33:59,6 |

### Kobiety

#### Sprint techniką dowolną
- Data 26 lutego 2003

| złoto  | Marit Bjørgen     | Norwegia  | Finał A |
| srebro | Claudia Künzel    | Niemcy    | Finał A |
| brąz   | Hilde G. Pedersen | Norwegia  | Finał A |
| 4      | Beckie Scott      | Kanada    | Finał A |
| 5      | Evi Sachenbacher  | Niemcy    | Finał B |
| 6      | Pirjo Muranen     | Finlandia | Finał B |
| 7      | Sara Renner       | Kanada    | Finał B |
| 8      | Anita Moen        | Norwegia  | Finał B |
| ...    |                   |           |         |
| 31     | Justyna Kowalczyk | Polska    |         |

#### 10 km techniką klasyczną
- Data 20 lutego 2003

| złoto  | Bente Skari          | Norwegia  | 25:47,0 |
| srebro | Kristina Šmigun      | Estonia   | 26:08,0 |
| brąz   | Hilde G. Pedersen    | Norwegia  | 26:16,7 |
| 4      | Gabriella Paruzzi    | Włochy    | 26:53,8 |
| 5      | Olga Zawjałowa       | Rosja     | 26:56,7 |
| 6      | Wałentyna Szewczenko | Ukraina   | 27:01,2 |
| 7      | Petra Majdič         | Słowenia  | 27:03,8 |
| 8      | Beckie Scott         | Kanada    | 27:16,8 |
| 9      | Lilija Wasiljewa     | Rosja     | 27:17,1 |
| 10     | Kirsi Välimaa        | Finlandia | 27:18,8 |
| ...    |                      |           |         |
| 48     | Justyna Kowalczyk    | Polska    | 30:12,0 |

#### Bieg łączony 2 × 5 km
- Data 22 lutego 2003

| Medal  | Zawodniczka          | Narodowość | Wynik   |
| ------ | -------------------- | ---------- | ------- |
| złoto  | Kristina Šmigun      | Estonia    | 26:38,4 |
| srebro | Evi Sachenbacher     | Niemcy     | 26:39,0 |
| brąz   | Olga Zawjałowa       | Rosja      | 26:39,0 |
| 4      | Hilde G. Pedersen    | Norwegia   | 26:39,5 |
| 5      | Gabriella Paruzzi    | Włochy     | 26:39,6 |
| 6      | Beckie Scott         | Kanada     | 26:39,9 |
| 7      | Jelena Buruchina     | Rosja      | 26:41,3 |
| 8      | Swietłana Nagiejkina | Rosja      | 26:43,5 |
| 9      | Wałentyna Szewczenko | Ukraina    | 26:48,1 |
| 10     | Petra Majdič         | Słowenia   | 26:50,9 |

#### 15 km techniką klasyczną
- Data 18 lutego 2003

| Medal  | Zawodniczka       | Narodowość | Wynik   |
| ------ | ----------------- | ---------- | ------- |
| złoto  | Bente Skari       | Norwegia   | 39:40,9 |
| srebro | Kristina Šmigun   | Estonia    | 39:53,7 |
| brąz   | Olga Zawjałowa    | Rosja      | 40:36,7 |
| 4      | Hilde G. Pedersen | Norwegia   | 41:02,7 |
| 5      | Jenny Olsson      | Szwecja    | 41:12,1 |
| 6      | Riikka Sirviö     | Finlandia  | 41:16,3 |
| 7      | Annmari Viljanmaa | Finlandia  | 41:24,7 |
| 8      | Petra Majdič      | Słowenia   | 41:27,4 |
| 9      | Manuela Henkel    | Niemcy     | 41:28,9 |
| 10     | Elin Ek           | Szwecja    | 41:37,7 |

#### 30 km techniką dowolną
- Data 28 lutego 2003

| Medal  | Zawodniczka          | Narodowość | Wynik     |
| ------ | -------------------- | ---------- | --------- |
| złoto  | Olga Zawjałowa       | Rosja      | 1:14:29,8 |
| srebro | Jelena Buruchina     | Rosja      | 1:14:45,1 |
| brąz   | Kristina Šmigun      | Estonia    | 1:14:56,7 |
| 4      | Gabriella Paruzzi    | Włochy     | 1:15:02,5 |
| 5      | Sabina Valbusa       | Włochy     | 1:15:34,1 |
| 6      | Evi Sachenbacher     | Niemcy     | 1:15:35,6 |
| 7      | Wałentyna Szewczenko | Ukraina    | 1:15:57,4 |
| 8      | Nina Gawriluk        | Rosja      | 1:17:03,6 |
| 9      | Beckie Scott         | Kanada     | 1:17:35,2 |
| 10     | Natalla Zjatikowa    | Białoruś   | 1:17:44,5 |

#### Sztafeta 4 × 5 km
- Data 24 lutego 2003

| Medal  | Zawodniczka                                                                         | Narodowość | Wynik   |
| ------ | ----------------------------------------------------------------------------------- | ---------- | ------- |
| złoto  | Manuela Henkel Viola Bauer Claudia Künzel Evi Sachenbacher                          | Niemcy     | 50:54,7 |
| srebro | Anita Moen Marit Bjørgen Hilde G. Pedersen Vibeke Skofterud                         | Norwegia   | 51:26,3 |
| brąz   | Natalja Korostielowa Olga Zawjałowa Jelena Buruchina Nina Gawriluk                  | Rosja      | 52:06,3 |
| 4      | Jelena Kołomina Jelena Antonowa Oksana Jacka Swietłana Małachowa                    | Kazachstan | 52:13,0 |
| 5      | Jelena Kaługina Wiera Ziatikowa Natalja Ziatikowa Swietłana Nagiejkina              | Białoruś   | 52:25,4 |
| 6      | Elin Ek Lina Andersson Jenny Olsson Anna Dahlberg                                   | Szwecja    | 52:25,9 |
| 7      | Cristina Paluselli Marianna Longa Antonella Confortola Arianna Follis               | Włochy     | 52:34,9 |
| 8      | Helena Erbenová Kamila Rajdlová Ivana Janečková Petra Markelová                     | Czechy     | 52:57,2 |
| 9      | Aurélie Perrillat-Collomb Élodie Bourgeois-Pin Annick Vaxelaire-Pierrel Émilie Vina | Francja    | 53:06,0 |
| 10     | Andrea Huber Seraina Mischol Laurence Rochat Natascia Leonardi Cortesi              | Szwajcaria | 53:31,1 |

## Klasyfikacja medalowa
| #  | Reprezentacja | złoto | srebro | brąz | Razem |
| -- | ------------- | ----- | ------ | ---- | ----- |
| 1. | Norwegia      | 5     | 4      | 5    | 14    |
| 2. | Niemcy        | 2     | 3      | 0    | 5     |
| 3. | Szwecja       | 2     | 1      | 3    | 6     |
| 4. | Estonia       | 1     | 3      | 1    | 5     |
| 5. | Rosja         | 1     | 1      | 3    | 5     |
| 6. | Czechy        | 1     | 0      | 0    | 1     |